# François Bozerian
François Bozerian dit Bozerian le Jeune, né le 17 février 1765 à Briord (Ain) et  mort le 25 septembre 1826 à Seine-Port (Seine-et-Marne), est un relieur français.

## Biographie
Fils d'un marchand d'origine lyonnaise, il fut l'un des relieurs les plus réputés du XIXe siècle et exerça son art de 1801-1802 à 1818. De lui citons deux ouvrages de Virgile : Bucolica, Georgica, Aeneida (Venise, Alde, 1505 ; conservé à la Bibliothèque nationale de France) et P. Virgilii Maronis Opera (Amsterdam, Elzevier, 1676). Ce sont des décors avec des pointillés or.
La Bibliothèque nationale de France offre probablement l'un des plus beaux ensembles de reliures exécutées par Bozerian le jeune : « Van Praet s'adressa en effet à lui pour réaliser plusieurs centaines de reliures destinées à la Bibliothèque impériale, notamment sur les incunables et certaines collections de manuscrits » (Fabienne Le Bars, 2002, p. 379).
Les grands relieurs Joseph Thouvenin et Jean-Georges Purgold furent les plus talentueux de ses élèves. Il demeure un des relieurs emblématiques de la période révolutionnaire et napoléonienne, pouvant être considéré comme le meilleur relieur de son temps.
Son frère Jean-Claude Bozerian, dit l'Aîné, fut également un relieur renommé.